# Alvin Harrison
Alvin Harrison (* 20. Januar 1974 in Orlando) ist ein ehemaliger US-amerikanischer Leichtathlet und Olympiasieger.

## Karriere
Der aus Florida stammende Harrison hat, zusammen mit seinem Zwillingsbruder Calvin alle Höhen und Tiefen des Lebens schon durchlebt. Sein Tiefpunkt war wohl 1995, als er zusammen mit seinem Bruder als Obdachloser lebte.
Bei den Olympischen Spielen 1996 in Atlanta gewann er die Goldmedaille im 4-mal-400-Meter-Staffellauf zusammen mit seinen Teamkollegen LaMont Smith, Derek Mills und Anthuan Maybank, vor den Teams aus Großbritannien und Jamaika.
Bei den Olympischen Spielen 2000 in Sydney gewann er die Silbermedaille im 400-Meter-Lauf, hinter seinem Landsmann Michael Johnson und vor Gregory Haughton (JAM), sowie nochmals die Goldmedaille im 400-Meter-Staffellauf, dieses Mal zusammen mit den Teamkollegen Antonio Pettigrew, Calvin Harrison und Michael Johnson, vor den Teams aus Nigeria und Jamaika. Diese Medaille wurde ihm am 2. August 2008 wegen Dopingvergehens von Antonio Pettigrew aberkannt.
Die United States Anti-Doping Agency stoppte im Oktober 2004 vorerst seine sportliche Karriere. Man hatte ihm die Einnahme diverser und zum Teil noch nicht nachweisbarer leistungssteigernder Mittel nachgewiesen. Harrison gestand die Einnahme und erhielt eine vierjährige Sperre. Ebenso wurden ihm alle Titel und Wettkampfergebnisse, die er nach dem 31. Januar 2001 errungen hatte, aberkannt. Nach Ablauf der Sperre startete Harrison ab 2009 zwei Jahre lang für die Dominikanische Republik.
Alvin Harrison hatte bei einer Größe von 1,88 m ein Wettkampfgewicht von 80 kg.